# Sanktuarium Relikwii Drzewa Krzyża Świętego w Wałbrzychu
Sanktuarium Relikwii Drzewa Krzyża Świętego w Wałbrzychu, Kościół Podwyższenia Krzyża Świętego – rzymskokatolicki kościół parafialny i od 14 września 2006 diecezjalne sanktuarium relikwii Krzyża Świętego. Znajduje się w wałbrzyskiej dzielnicy Podzamcze.
Prace przy budowie kościoła rozpoczęły się wiosną 1985. W 1988 wmurowano kamień węgielny. We wrześniu 2000 biskup Tadeusz Rybak dokonał konsekracji świątyni, w tym samym roku wprowadzono do niej relikwie Drzewa Krzyża Świętego. Po ustanowieniu diecezji świdnickiej biskup Ignacy Dec nadał kościołowi w 2006 tytuł Sanktuarium Relikwii Drzewa Krzyża Świętego. W 2011 arcybiskup Mieczysław Mokrzycki przekazał do sanktuarium relikwie błogosławionego Jana Pawła II.